# OW2 JORAM
JORAM est une implémentation open-source (LGPL) d'un intergiciel à messages (MOM), il implémente l'API Java Message Service (JMS) 1.1, 2.0 et Jakarta JMS 3.0. Joram est certifié conforme JMS via le TCK Jakarta JMS 3.0. JORAM est disponible gratuitement au téléchargement depuis mai 2000.
JORAM offre de nombreuses fonctionnalités avancées comme le clustering de destinations ou la haute-disponibilité, il est aussi accessible au travers d'une API C/C++ et d'un client léger J2ME. Il implémente les protocoles MQTT (Message Queuing Telemetry Transport) et AMQP (Advanced Message Queuing Protocol).
JORAM est au cœur du broker multi-protocole JoramMQ de la société ScalAgent D.T. qui en assure le développement et le support.
JORAM est l'implémentation JMS de référence du serveur d'application Java EE JOnAS (certifié Java EE 5). Il est aussi intégré au bus d'entreprise orienté services PEtALS et à l'infrastructure SCA FraSCAti.
JoramMQ complète Joram avec différents connecteurs et de nombreux outils d'exploitation. Ses connecteurs MQTT v3 et v5 performants et scalables en font un broker particulièrement adapté dans le monde de l'IoT.